# Maison Drachmann
La maison Drachmann (danois : Drachmanns Hus), ou Villa Pax, est une des principales maison de Skagen dans le Nord du Danemark.
Située sur Hans Baghs Vej du côté ouest de la ville, elle a été construite en 1829 et est maintenant un musée. Ce musée est consacré à l’écrivain et peintre de marine Holger Drachmann qui vécut dans la maison de 1902 jusqu'à sa mort en janvier 1908. Drachmann venait déjà régulièrement à Skagen depuis 1871,.

## Collection
La maison Drachmanns ouvre ses portes au public le 4 juin 1911 et héberge une collection composée principalement des peintures et carnets d'esquisses de Drachmann mais également des œuvres d'autres peintres de Skagen tels que P.S. Krøyer, Laurits Tuxen ou Michael Ancher et sa femme Anna.
En 1977, quatre tableaux sont volés dans la maison Drachmann.
Une annexe contient une exposition photographique sur Drachmann.
Chaque année a lieu dans la maison une « soirée Drachmann » durant laquelle des amateurs se réunissent pour lire, réciter ou écouter de la musique et des textes liés à la vie et à l’œuvre de l’écrivain.
La maison a entièrement été rénovée en 2011.